# Leptopelis modestus
Leptopelis modestus es una especie de anfibios de la familia Arthroleptidae.
Habita en Camerún, República Democrática del Congo, Guinea Ecuatorial, Kenia, Nigeria y posiblemente Uganda.
Su hábitat natural incluye bosques tropicales o subtropicales húmedos a baja altitud, montanos tropicales o subtropicales, ríos, pantanos, marismas de agua fresca, corrientes intermitentes de agua y zonas previamente boscosas muy degradadas.
Está amenazada de extinción por la pérdida de su hábitat natural.